# Donal Clancy
Donal Clancy is een Iers folkmuzikant, lid van de bekende folkband Danu uit Waterford, Oost Ierland. Donal komt uit een zeer muzikale familie uit An Rinn, County Waterford. Hij is een zoon van Liam Clancy. Hij begon al heel vroeg de gitaar te bespelen en doet dat ook bij Danu. Hij heeft gespeeld met onder andere: The Clancy Brothers, Folkband Solas en The Eileen Ivers Band. 

## Discografie
Solo-album
- Close to home - 2006
- Masters of the Irish Guitar (compilatie-album met 2 nummers van Donal) - 2006

Met Danu
- Think before you think - 1999
- All things considered - 2000
- The road less traveled - 2003
- Up in the air - 2003
- When all is said and done - 2004
- One night stand - 2004

Met anderen
- An Ocean's Breadth - 2003 (met Mick McAuley)
- Serenade - 2005 (met Mick McAuley en Winnifred Horan)

- MusicBrainz: fc66021a-96db-43b2-89a3-16c68921208d